# تاریخ آلمانی‌ها در روسیه، اوکراین و اتحاد جماهیر شوروی
تاریخ آلمانی‌ها در روسیه، اوکراین و اتحاد جماهیر شوروی (انگلیسی: History of Germans in Russia, Ukraine and the Soviet Union) از چندین منبع سرچشمه می‌گیرد و در چندین موج وارد شده‌اند. از نیمه دوم قرن نوزدهم، در نتیجه سیاست‌های روسی‌سازی و خدمت سربازی اجباری در امپراتوری روسیه، گروه‌های بزرگی از آلمانی‌ها از روسیه به قاره آمریکا (عمدتاً کانادا، ایالات متحده، برزیل و آرژانتین) مهاجرت کردند. مستعمرات زیادی را تأسیس کرد. در سال ۱۹۱۴، برآوردی تعداد باقیمانده آلمانی‌های قومی ساکن در امپراتوری روسیه ۲۴۱۶۲۹۰ نفر اعلام شد.